# Ernst Konarek
Ernst Konarek (* 29. Juni 1945 in Wien) ist ein österreichischer Film-, Fernseh- und Theaterschauspieler und Kabarettist. Er ist ehemaliger Stuttgarter Staatsschauspieler.

## Leben
Konarek erhielt seine Schauspielausbildung in den 1960er Jahren am Max Reinhardt Seminar in Wien.
Sein erstes Engagement hatte er am Staatstheater Braunschweig, anschließend spielte er von 1970 bis 1979 am Schauspielhaus Bochum unter dem Intendanten Peter Zadek. Es folgten unter anderem mehrjährige Engagements am Schauspiel Frankfurt, am Nationaltheater Mannheim, am Volkstheater Wien, am Staatstheater Stuttgart (1988–2010) und im Theaterhaus Stuttgart (seit 2010).
Konarek lebt seit 1968 in Deutschland, seit 1987 in Baden-Württemberg.

## Theater (Auswahl)
- Dolomitenstadt Lienz von Franz Xaver Kroetz (Uraufführung)
- Nicht Fisch nicht Fleisch  von Franz Xaver Kroetz
- Lumpazivagabundus von Johann Nestroy
- Der Herr Karl[4]
- Indien[5]
- Ich werde nicht hassen (Regie)[6] – Monica-Bleibtreu-Preis bei den Privattheatertagen in Hamburg 2015.

## Filmografie (Auswahl)
Spielfilme
- 1975: Eiszeit; Regie Peter Zadek
- 1976: Jakob der Letzte
- 1981: Den Tüchtigen gehört die Welt
- 1983: Die wilden Fünfziger; Regie Peter Zadek
- 1995: Ein fast perfekter Seitensprung; Regie Reinhard Schwabenitzky
- 1998: Eine fast perfekte Scheidung; Regie Reinhard Schwabenitzky
- 1999: Eine fast perfekte Hochzeit; Regie Reinhard Schwabenitzky
- 2001: Spiel im Morgengrauen; Regie: Götz Spielmann
- 2006: Tell; Regie Mike Eschmann
- 2010:  Der Atem des Himmels; Regie Reinhold Bilgeri
- 2010: Kottan ermittelt: Rien ne va plus; Regie: Peter Patzak

Fernsehen
- 1970: Die Katze auf dem Gleis; Regie Axel Corti
- 1976–1983: Kottan ermittelt (TV-Serie)
- 1989: Liebe, Tod und Eisenbahn
- 1994: Der Mann mit der Maske
- 1997: Kaisermühlen Blues
- 1997: Die Neue – Eine Frau mit Kaliber
- 2000–2005: Trautmann (TV-Serie)
- 2006–2011: Oben ohne (TV-Serie)
- 2007: Lilly Schönauer – Umweg ins Glück (TV)
- 2007: Der Bulle von Tölz: Wiener Brut
- 2015: Der Metzger und der Tote im Haifischbecken
- 2018: Tatort: Die Faust

Konarek hatte Gastauftritte unter anderem im Tatort (Schöner sterben, Fettkiller, Preis des Lebens), in Kommissar Rex, Julia – Eine ungewöhnliche Frau, SOKO Wien und Der Bulle von Tölz (Wiener Brut).

## Hörspiele
- 1996: Gustav Meyrink: Phantastik aus Studio 13: Der Golem (3 Teile) – Regie: Andreas Weber-Schäfer (Hörspielbearbeitung – SDR)
- 2002: Hörspiel 2. Die falsche Türe (ISBN 3-850-04014-3), Autor mit Franz Hohler, Verena von Behr und Jürg Löw
- 2004: Engelsgift (ISBN 3-455-30357-9), Autor mit Susanne Ayoub, Lena Stolze und Victoria Trauttmansdorff
- 2005: Sibylle Lewitscharoff: 81, Regie: Christiane Ohaus, DKultur und RB
- 2007: Bernd Schmidt:  Tod im Bild. Der Fall Fabritius – Regie: Stefan Hilsbecher (Hörspiel – SWR)
- 2012: John Stephens: Emerald (Dr. Pym) – Regie: Robert Schoen (Kinderhörspiel (3 Teile) – SWR/WDR)
- 2012: Friedrich Ani: Tabor Süden und die verschwundene Souffleuse – Regie: Ulrich Lampen (Kriminalhörspiel – SWR)

## Hörfunk-Dokumentationen (Auswahl)
- 1999: Ich brenne und ich werde immer brennen! – Elisabeth Graul und die DDR-Vergangenheit – Autor: Thomas Gaevert – SWR2 Dschungel, 35 Min.